# Mokhtar Kechamli
Mokhtar Kechamli (Oran, Argelia francesa; 2 de noviembre de 1962 – Wilaya de Boumerdès, Argelia; 5 de julio de 2019) fue un futbolista de Argelia que jugó en la posición de defensa.

## Carrera

### Club
| Periodo   | Club            |
| --------- | --------------- |
| 1980-1990 | ASM Oran        |
| 1990-1991 | MC Oujda        |
| 1991-1992 | MC Oran         |
| 1992-1993 | Al-Wahda FC     |
| 1993-1994 | Hassania Agadir |
| 1994-1995 | GC Mascara      |
| 1995-1996 | RCG Oran        |

### Selección nacional
Jugó para Argelia en 10 ocasiones de 1985 a 1988 y participó en dos ediciones de la Copa Africana de Naciones.

## Logros
- Campeonato Nacional de Argelia (1): 1991-92